# Remington 887 Nitro Mag

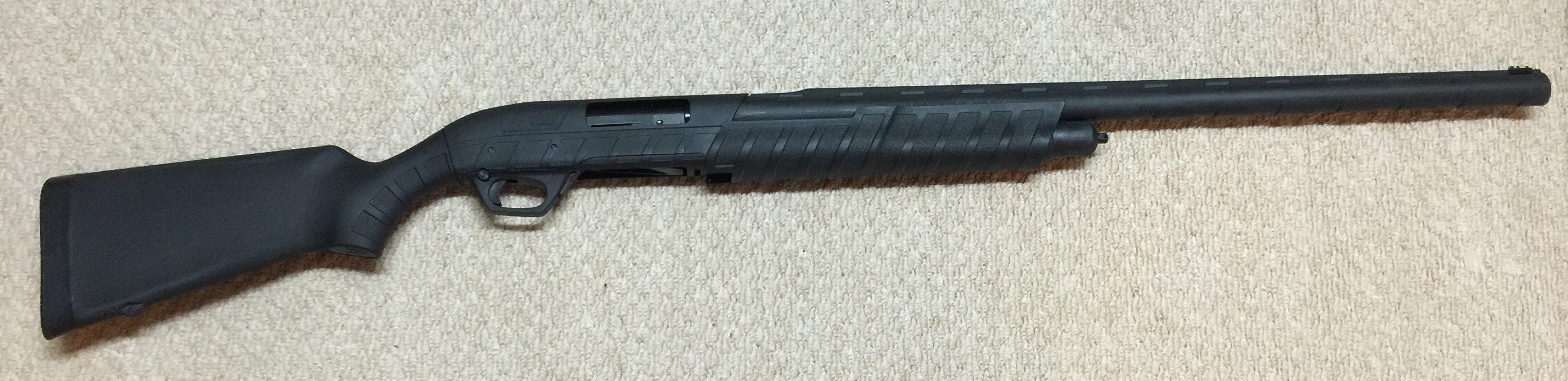
Le Remington M887 en version « chasse ».

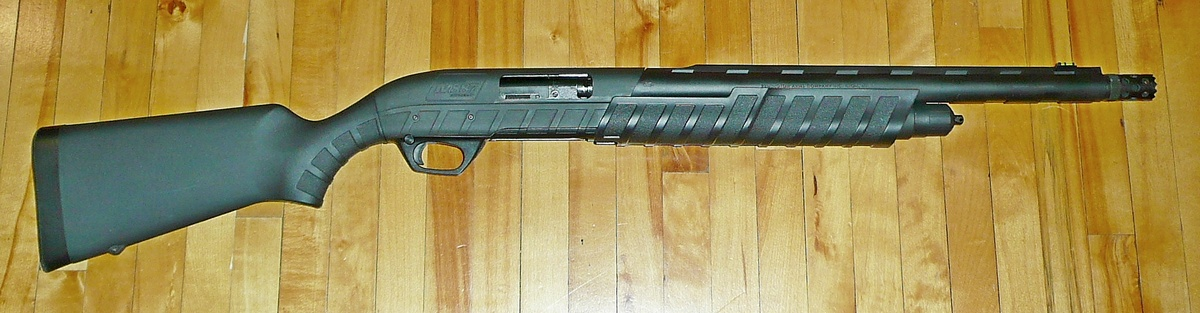
Le Remington M887 en version « tactique ».

Fabriqué entre 2009 et 2015, le fusil à pompe Remington 887 est une variante modernisée du M870 conçue pour tirer du calibre 12 Super-Magnum.

## Variantes pour la chasse
Remington Arms  a d'abord commercialisé les   versions 887 Nitro Mag et 887 Nitro Mag Waterfowl (destinée à la chasse au gibier d'eau). Depuis la gamme a été complété  par les modèles   887 Nitro Mag Bone Collector et 887 Nitro Mag Camo Combo. Le modèle Camo Combo est fourni avec deux canons (56 cm rayé et muni d'organe de visée réglables pour la chasse au dindon/71 cm lisse à guidon seul).

## Version pour la défense personnelle et la police
Afin de satisfaire  citoyens et policiers US désirant acquérir une version compacte et à grande capacité de feu, le fabricant propose un Model 887 Nitro Mag Tactical à canon court et magasin rallongé doté de rails Picatinny. Le seul utilisateur connu est l' Unité spéciale antiterroriste  (SAJ) de la Gendarmerie Serbe.

## Données numériques
Version chasse :
- Chambre : 89 mm
- Longueur totale : 1, 18 à 1,23 m
- Longueur du canon : 66 ou 71 cm
- Masse du fusil vide : 3,1 à 3,3 kg
- Capacité : 3 (12/89 mm) ou 4 (12/76 mm) cartouches

Version police :
- Chambre : 89 mm
- Longueur totale : 0,98 m
- Longueur du canon : 47 cm
- Masse du fusil vide : 3,2 kg
- Capacité : 7 cartouches

## Source
- (en) Cet article est partiellement ou en totalité issu de l’article de Wikipédia en anglais intitulé « Remington Model 887 » (voir la liste des auteurs) complété par la lecture du catalogue 2011 du fabricant.